# كورت دونهام
كورت دونهام (بالإنجليزية: Kurt Dunham)‏ هو لاعب سنوكر أسترالي، ولد في 6 ديسمبر 1991 في بورني ‏ في أستراليا.

## روابط خارجية
- كورت دونهام على موقع CueTracker.net (الإنجليزية)
- كورت دونهام على موقع بطولة العالم للسنوكر (الإنجليزية)